# Pretty Bird
Pretty Bird est un film américain réalisé par Paul Schneider et sorti en 2008.

## Fiche technique
- Réalisation : Paul Schneider
- Scénario : Paul Schneider, d'après une histoire de Zene Baker
- Directeur de la photographie : Igor Martinovic
- Montage : Annette Davey
- Décors : Alex DiGerlando
- Costumes : Paola Weintraub
- Musique : Wim Mertens
- Production : Daniel Carey, Elizabeth Giamatti, Paul Giamatti et John Limotte
- Sociétés de production : Sound Pictures, All Mod Cons, Touchy Feely Films et Two Lane Pictures
- Pays d'origine :  États-Unis
- Durée : 120 minutes
- Dates de sortie : 
  -  20 janvier 2008 (Festival du film de Sundance) • 29 juin 2010 (sortie DVD)
  -  juillet 2012 (diffusion TV)

## Distribution
Source et légende : Version française (VF) d'après le carton de doublage TV
- Paul Giamatti (VFB : Michel Hinderyckx) - Rick
- Billy Crudup (VFB : David Manet) - Curt
- Kristen Wiig (VFB : Monia Douieb) - Mandy
- Garret Dillahunt (VFB : Marc Weiss) - Carson Thrash
- Denis O'Hare (VFB : Bruno Georis) - Chuck
- James Wetzel - Dennis
- David Hornsby (VFB : Bruno Mullenaerts) - Kenny
- Elizabeth Marvel (VFB : Stéphanie Colpé) - Tonya